# S.E.T.I. (альбом)
S.E.T.I. — студийный альбом норвежской блэк-металической группы The Kovenant, изданный в 2003 году.

## Об альбоме
Альбом выпущен на лейбле Nuclear Blast и представляет собой экспериментальный метал с заметным уклоном в индастриал и EBM. Помимо электронных инструментов, в некоторых песнях («Planet of the Apes», «Acid Theatre») ведущую роль продолжают играть гитары. Тяжёлые композиции напоминают творчество White Zombie и Disturbed, а вокальные партии — синт-рок Theater of Tragedy.
Лора Тейлор из канадского журнала Exclaim! назвала альбом вторичным и порекомендовала группе «отложить свою карту и поискать собственный путь». Михаэль Эделе (Laut.de) также посетовал, что пластинка «не блещет изобретательностью», отметив дефицит идей авторов.

## Список композиций
1. Cybertrash — 5:57
2. Planet of the Apes — 4:04
3. Star By Star — 4:23
4. Via Negativa — 5:59
5. Stillborn Universe — 5:23
6. Acid Theatre — 4:10
7. The Perfect End — 6:50
8. Neon — 5:45
9. Keepers of the Garden — 5:49
10. Pantomime — 6:23
11. Hollow Earth — 5:43
12. Industrial Twilight — 7:02

### Бонус-треки
1. Subtopia — 5:29
2. The Memory Remains (Metallica cover) — 4:32

## Участники записи
- Стиан Арнесен — вокал, бас, клавишные
- Амунд Свенссон — гитара, клавишные, программирование
- Яан Аксель фон Бломберг — ударные

### Приглашённые участники
- Эйлин Куппер — сопрано
- Ян Казда — бас
- Эрик Люнгрен — программирование
- Сигги Бемм — дополнительный бас